# 沙胡尼亞
57°40′N 46°37′E / 57.667°N 46.617°E
沙胡尼亞（俄语：Шаху́нья）是俄羅斯下諾夫哥羅德州東北部的一個城市、沙洪斯基縣縣治，距下諾夫哥羅德東北240公里。2002年人口21,724人。
1927年建立，1943年設市。